# Agrupación Autónoma del Ebro
La Agrupación Autónoma del Ebro (AAE) fue una formación militar creada por el Ejército Popular de la República durante la guerra civil española. Con una corta vida operativa, la agrupación constituiría el embrión del Ejército del Ebro, que fue la unidad que continuó con los objetivos y las unidades de la anterior agrupación.

## Historial

### Orígenes
Cuando en abril de 1938 se produjo la división de la zona republicana, el Ejército de Maniobra —ejército de campaña republicano creado expresamente como unidad móvil para lanzar ofensivas— también quedó cortado entre las unidades que quedaron cercadas en Cataluña y el grueso de sus fuerzas, que se encontraban en el levante. Así, los Cuerpos de Ejército XVIII y V quedaron aislados al norte el Ebro mientras el resto de fuerzas siguieron constituyendo el Ejército de Maniobra al sur del Ebro. Ya había existido una formación bajo el nombre de «Agrupación autónoma del Ebro» que había sido creada el 17 de marzo con los restos de las divisiones 30.ª, 44.ª y 72.ª, así como las brigadas mixtas 224.ª, 61.ª, 146.ª, 131.ª, 153.ª, 38.ª, 3.ª y 139.ª. Esta formación quedó bajo el mando del teniente coronel de carabineros Claudio Martín Barco. Participó en la fallida defensa de Lérida, tras lo cual cruzó el Segre y el 16 de abril quedó definitivamente disuelto.

### Operaciones
El 30 de abril de 1938 se recuperó esta antigua denominación para una nueva formación mandada por el teniente coronel «Modesto». La Agrupación del Ebro se encargaría de defender la franja del Ebro de posibles penetraciones franquistas, a pesar de que Franco ya había optado por dirigirse hacia Valencia para evitar una intervención francesa si éste lanzaba una campaña en Cataluña (una decisión muy criticada por otros generales franquistas). La formación quedó compuesta por fuerzas de los cuerpos de ejército V, XV —de nueva creación— y XII —que se añadiría después—; quedaron así establecidas sus fuerzas en 3 cuerpos de Ejército, 9 divisiones y 27 brigadas mixtas, además las fuerzas complementarias de artillería, carros de combate, etc. 
La nueva organización exigió nuevas levas de llamamiento de reservistas para cubrir las pérdidas ocurridas durante la retirada de Aragón, la llamada «Quinta del Biberón». Como estaba previsto, el mando de la nueva agrupación recayó en Modesto, que formó su nuevo cuartel general con veteranos del V Cuerpo de Ejército. Su jefe de Estado Mayor seguía siendo el mayor de ingenieros José Sánchez Rodríguez, mientras que el cargo de Comisario lo ostentaba Luis Delage García. El nuevo XV Cuerpo de Ejército recibió las divisiones 35.ª, 3.ª y 42.ª (antes denominada División «C»), mientras que los cuerpos V y XII también recibieron fuertes refuerzos en hombres y material —la frontera francesa había vuelto a abrirse—. No obstante, XVIII quedó encuadrado dentro del Ejército del Este. La Agrupación autónoma del Ebro participó en una ofensiva sobre Balaguer (aunque fuera el Ejército del Este quien llevase el peso de las operaciones) que acabó en fracaso. No obstante, dicha operación constituía una prueba de fuego de las fuerzas republicanas de Cataluña que se habían reorganizado en una unidad más grande, el Grupo de Ejércitos de la Región Oriental (GERO). Las fuerzas de la zona fueron reorganizadas y, ya de forma oficial, el 29 de mayo fue creado el Ejército del Ebro heredando las unidades de la antigua Agrupación del Ebro.